# 大周后
周娥皇，即大周后（936年—965年），南唐司徒周宗長女，南唐後主李煜元配皇后。她十九歲時，與李煜成婚，生育清源郡公李仲寓、岐懷獻王李仲宣。

## 生平
周娥皇“通書史，善歌舞，精音律，尤工鳳簫、琵琶”。史书并郑重记载她“国色”，才华洋溢，其創作為：《邀醉舞破调》、《恨来迟破调》。她亲自重新考证编排唐明皇时代的“霓裳羽衣曲”，使其再次流传于世。大周后为人稳重，有才情，深得宫女们的羡慕。雍容华贵。心地善良，富有爱心。
大周后与李煜感情甚笃，李煜一首词专门写娇妻的情态：“晓妆初过，沉檀轻注些儿个，向人微露丁香颗，一曲清歌，暂引樱桃破。罗袖裛残殷色可，杯深旋被香醪涴。绣床斜凭娇无那，爛嚼红茸，笑向檀郎唾”，大周后创造一件“高髻纤裳及首翘鬓朵”的宫装，纤丽袅娜，使後宫争相效法。
李煜多次写作品赞颂大周后美貌和气质，如“烟轻丽服，雪莹修容。纤眉范月，高髻凌风”。
周娥皇與李煜婚后，恩爱无比，如胶似漆，不久生下儿子李仲寓，李仲宣，女兒高陽公主。中主李璟特賜上好“燒槽琵琶”。
可惜之後她得了不治之症，也许有人投毒，加之在她生病期前，其妹（後來的小周后）借入宫探病之机与姐夫李煜通奸。大周后偶褰幔见之，驚曰：“汝何日来？”小周后对曰：“既數日矣。”大周后恚怒。心情沉重，痛彻心扉，容貌也一日不似一日。李煜负疚万分，朝夕相伴左右，所有的饮食他都要亲自照顾，汤药也一定要亲口尝过才喂给妻子，寒冷的冬夜里他夜复一夜地守护在周娥皇身边，倦极也只是和衣而卧，衣不解带。
之後次子仲宣突然之死令大周后病入膏肓，大周后自知人生将尽，反而看开了，说：“婢子多幸，托质君门，冒宠乘华，凡十载矣。女子之荣，莫过于此。所不足者，子殇身殁，无以报德。”她要求将李璟赐给自己的烧槽琵琶陪葬，又亲笔写下遗书要求薄葬。大周后支撑着为自己沐浴更衣靓妆，更亲手将含玉放进自己嘴里（应为玉蝉），随后便逝于瑶光殿西室，享年二十九岁。一说，大周后至死面不外向，不原谅李煜和小周后的偷情。
大周后是在乾德二年的十二月去世的，李煜悼痛伤悲，数次哭泣昏厥，并曾试图自杀，被救起。仅仅过了一个月，出现在葬礼上的李煜就已经由一个“明俊蕴藉”的二十八岁青年，变成了一幅形销骨立、不扶杖就无法站立的形骸。李煜悔恨交加，为爱妻写下了多篇诗词，已知最长的一篇是感人肺腑的《衣昭惠周后诔》，并自称“鳏夫煜”。大周后谥“昭惠”，下葬懿陵。
李煜为大周后所作的诗词：《浣溪沙》、《玉楼春》、《长相思》、《书琵琶背》、《书灵筵手巾》、《梅花》、《挽辞》。

## 电视剧形象

### 歌仔戲
| 年份   | 劇名                     | 演員   | 角色                 |
| 1992年 | 華視葉青歌仔戲《玉樓春》 | 連明月 | 飾演大周后（周娥皇） |

### 电视剧
| 年份   | 劇名                     | 演員   | 角色                 |
| 1986年 | 《絕代雙雄》             | 陳秀環 | 飾演大周后（周娥皇） |
| 1996年 | 《情劍山河》             | 何晴   | 飾演大周后（周娥皇） |
| 2005年 | 电视剧《問君能有幾多愁》 | 劉濤   | 飾演大周后（周娥皇） |